# Liste des plantes à cosmétique et à parfum
 (novembre 2018).
Si vous disposez d'ouvrages ou d'articles de référence ou si vous connaissez des sites web de qualité traitant du thème abordé ici, merci de compléter l'article en donnant les références utiles à sa vérifiabilité et en les liant à la section « Notes et références ».
Les plantes ci-dessous sont utilisées dans la fabrication de cosmétiques et de parfums.
Liste non exhaustive à améliorer et compléter (usages et noms latins)
- Haut – A
- B
- C
- D
- E
- F
- G
- H
- I
- J
- K
- L
- M
- N
- O
- P
- Q
- R
- S
- T
- U
- V
- W
- X
- Y
- Z

## A
- Abricot (Prunus armeniaca) : l'amande douce du noyau ;
- Absinthe (Artemisia absinthium) ;
- Agaric (Polyporus officinalis)[réf. nécessaire] ;
- Aigremoine (Agrimonia eupatoria) : la plante séchée ;
- Alchémille (Alchemilla vulgaris) : ses tanins et ses flavonoïdes ;
- Laitue de mer (Ulva lactuca)[réf. nécessaire] ;
- Aloe vera[1], aloès officinal (Asphodelaceae), suc de la feuille, cicatrisation.
- Amandier (Amygdalus communis) : l'huile extraite du noyau ;
- Anacardier du Brésil (Anacardium occidentale) : la noix, les feuilles, l'écorce ;
- Ananas (Ananas sativus) : la pulpe ;
- Anis vert (Pimpinella anisum)  les graines
- Anthyllis (Anthyllis vulneraria), appelée aussi trèfle jaune[réf. nécessaire] ;
- Aquilaria crassna : résine et huile essentielle (cosmétiques, encens, médecine traditionnelle) ;
- Argan (Argania spinosa): l'huile ;
- Armoise herbe blanche (Artemisia herba-alba) ;
- Arnica (Arnica montana), appelée aussi herbe aux chutes : les capitules ;
- Aubépine (Crataegus oxyacantha), appelée aussi plante du cœur : les fleurs ;
- Avocat (Persea gratissima) : la chair ;
- Avoine (Avena sativa) : les grains ;
- Ayapana (Ayapana triplinervis) : les feuilles ;
- Azérolier (Crataegus azarolus) : les jeunes feuilles.

## B
- Baccharis (Baccharis genistelloides), la baccharine
- Bambou (Bambusa arundinacea), l'exsudat récolté au niveau des nœuds des tiges
- Bancoulier d'Hawaï, aussi appelé kukui, (Baccharis genistelloides), l'huile extraite de la noix
- Baobab (Adansonia digitata), les flavonoïdes des feuilles
- Bardane (Arctium lappa), la racine
- Basilic (Ocimum basilicum), les feuilles
- Baume de tolu (Myroxylon balsamum), la résine
- Belle de Nuit (Mirabilis jalapa), la racine, les feuilles, les graines
- Benjoin (Styrax officinalis), la résine
- Bergamote (Citrus bergamia), l'huile du fruit
- Bleuet, aussi appelé casse-lunettes, (Centaurea cyanus), les fleurs
- Bocoa (Bocoa prouacensis)[réf. nécessaire],
- Bouleau blanc (Betula alba), l'écorce
- Bourrache (Borago officinalis), l'huile extraite des graines
- Breu branco (Protium heptaphyllum), la résine
- Buchu (Tecoma curialis), les feuilles
- Buddleia, aussi appelé lilas d'été ou arbre à papillons, (Buddleia officinalis), les feuilles

## C
- Cacaoyer (Theobroma cacao), la fève de cacao
- Cactus (Cereus grandiflorus), les tiges
- Calambac (Aquilaria crassna), la résine
- Calendula (Calendula officinalis), les fleurs
- Camélia (Camellia sinensis), l'huile essentielle
- Cameline (Camelina sativa), les graines
- Camomille (Anthemis nobilis), l’alphabisabolol de l’huile essentielle de fleurs
- Canarium luzonicum ou élémi, la résine :
- Cangzhu (Actractyloides lancea), les racines
- Cannelle (Cinnamomum verum), l'écorce
- Caprier (Capparis spinosa), les fruits
- Cardamome (Elettaria cardamomum), les graines
- Cardère sauvage(Dispacus sylvestris),  aussi appelée cabaret des oiseaux ou baignoire de Vénus, l’extrait hydrophile de tige et de feuilles
- Carotte (Daucus carota) le β-carotène de la racine
- Caroubier (Ceratonia siliqua)
- Carthame (Carthamus tinctorius), l'huile extraite des graines
- Carvi (Carum carvi), aussi appelé anis des Vosges, cumin des prés, Cumich ou kümmel, les graines
- Cassis, (Ribes nigrum) : le bourgeon
- Cèdre (sp.) : la résine
- Centella (Centella asiatica), aussi appelée herbe du tigre : les feuilles
- Cerise acide (Prunus cerasus), amarena : le fruit
- Chardon-Marie (Sylibum marianum), la silymarine contenue dans le fruit
- Chêne pédonculé (Quercus robur), le méristème contenu dans les racines
- Chicorée, (Cichorium intybus), l'extrait
- Christophine (Sechium edule), aussi appelée chou-chou ou chayotte,
- Ciste (Cistus)
- Citron (Citrus limonum), la pulpe et le jus
- Citronnelle (Andropogon nardus)
- Clintonia boréale (Clintonia borealis), la racine
- Coco (Cocos nucifera), l'huile de coprah extraite de sa chair
- Codium tomentosum, la codiavelane qu'elle synthétise naturellement
- Concombre (Cucumis sativus), la pulpe
- Coriandre cultivée (Coriandrum sativum), les fruits
- Cranberry Vaccinium oxycoccos, canneberge, les fruits
- Criste marine (Crithmum maritimum)
- Cyprès (Cupressus sempervirens), aussi appelé Cyprès toujours vert, l'huile essentielle

## D
- Datte (Phœnix dactylifera)
- Durvillaea antarctica , algue brune, les lames

## E
- Échinacée, (Echinacea purpurea), la racine
- Églantier vrai, appelé aussi rose du chien, (Rosa canina), l'huile essentielle et les fruits
- Éleuthérocoque, appelée aussi plante secrète des Russes, (Acanthopanax senticosus)

## F
- Feijoa, (Acca sellowiana), les fruits
- Fenouil commun, (Foeniculum vulgare), les feuilles, les graines
- Fève tonka, (Dipteryx odorata), la coumarine du noyau
- Frangipanier, (Plumeria alba), l'huile essentielle des fleurs
- Frêne à feuilles étroites, (Fraxinus angustifolia)
- Frêne élevé, (Fraxinus excelsior), plusieurs substances dont le mannitol de l'extrait des feuilles
- Fruta de Lobo, appelée aussi fruit du loup, (Solanum lycocarpum), la pulpe du fruit
- Fucus vésiculeux, (Fucus vesiculosus), algue brune, le mucilage

## G
- Petit galanga appelée aussi gingembre chinois, (Alpinia officinarum)
- Galbanum, (Ferula gummosa ; Ferula galbaniflua Boiss. & Buhse)
- Garcinia gummi-gutta ou gambooge
- Gaulthérie couchée, (Gaultheria procumbens)
- Genêt à balais, (Cytisus scoparius)
- Genévrier, (Juniperus communis)
- Genévrier de Phénicie, (Juniperus phoenicea)
- Gentiane, (Gentiana lutea)
- Géranium rosat, Pelargonium groupe rosat
- Gingembre, (Zingiber officinale)
- Ginkgo biloba appelée aussi arbre aux quarante écus
- Ginseng appelée aussi « fleur de vie », (Panax ginseng)
- Gombo, (Hibiscus esculentus)
- Goyave, (Psidium guajara)
- Grande consoude appelée aussi oreilles d'ânes, (Symphytum officinale)
- Grenade (Punica granatum)
- Grindélia, (Grindelia robusta)
- Griotte, griotte givrée
- Guimauve, (Althaea officinalis)

## H
- Hamamelis, (Hamamelis virginiana)
- Harpagophytum procumbens
- Herbe à bison (Hierochloe odorata), herbe de feuilles
- Hibiscus, de la fleur est extrait la graine d'ambrette.
- Himanthalia appelée aussi spaghetti de la mer, (Himanthalia elongata)
- Hortonia, (Hortonia floribunda)[réf. nécessaire]
- Houblon, (Humulus lupulus), les inflorescences femelles

## I
- Immortelle, (Helichrysum stoechasla), fleur.
- Iris, (Iris florentina), la fleur.

## J
- Jasmin d'Himalaya, (Nyctantes arbor-tristis)
- Jasmin officinal, aussi appelé jasmin commun (Jasminum officinale)
- Jasmin sambac, aussi appelé jasmin d'Arabie
- Jojoba (Simmondsia chinensis)
- Jonquille (Narcissus pseudonarcissus)

## K
- Kaki, aussi appelé plaqueminier, (Dyospiros kaki)
- Karite (Butyrospermum parkii)
- Kigelia, aussi appelé  arbre à saucisses, (Kigelia africana)
- Kinkeliba (Combretum micranthum)
- Kiwi (Actinidia sp.)

## L
- Labdanum, voir Ciste
- Lamier blanc ou ortie blanche (Lamium album)
- Laminaire (Laminaria digitata)
- Lapacho (Tecoma curialis)
- Laurier sauce (Laurus nobilis)
- Lavande à feuilles étroites (Lavandula angustifolia)
- Lavandin
- Lespedeza (Lespedeza capitata)
- Liane du Pérou (Uncaria tomentosa)
- Lierre grimpant (Hereda helix)
- Limnanthes blanc, appelé aussi herbe de la prairie, (Limnanthes blanc)
- Lin (Linum usitatissimum)
- Lotus (Nelumbo nucifera), la fleur
- Luffa, l'huile
- Lupin blanc (Lipinus albus)

## M
- Maïs, (Zea mays), les graines
- Mandarine, (Citrus reticulata)
- Marjolaine, (Origanum majorana)
- Marronnier d’Inde ou châtaignier de cheval, (Aesculus hippocastanus)
- Marrube vulgaire, (Marrubium vulgare)
- Maté (Ilex paraguariensis), les feuilles
- Mauve des bois ou Grande mauve, (Malva sylvestris)
- Melaleuca alterniflora appelée aussi arbre à thé australien
- Mélisse, (Melissa officinalis)
- Menthe poivrée, (Mentha piperita)
- Millepertuis, (Hypericum perforatum)
- Mimosa, (Mimosa tenuiflora)
- Mirabelle
- Moringa appelée aussi arbre purificateur, (Moringa oleifera)
- Mourera, (Mourera fluviatilis)
- Mousse
  - Mousse de chêne
  - Mousse d'Irlande appelée aussi carragheen, (Chondrus crispus)
- Muguet
- Mûrier, (Morus nigra)
- Myrrhe, (Commiphora myrrha)
- Myrte commun, (Myrtus communis)

## N
- Les fleurs est narcisses et jonquilles, du genre Narcissus
- Nénuphar blanc, (Nymphea alba)
- Néroli
- Nigelle appelée aussi Cumin noir, (Nigella sativa)
- Noisette, (Corylus avellana)
- Noix, (Juglans regia)
- Noyer commun, (Juglans regia)
- Noyer du Queensland, (Macadamia integrifolia)

## O
- Olivier, (Olea europaea), l'huile
- Onagre bisannuelle
- Orange amère appelée aussi bigaradier ou Petit-grain, (Citrus amara), la pulpe.
- Oranger, (Citrus amara), la fleur, la pulpe du fruit.
- Orchidée bleue, (Dendrobium phalaenopsis)
- Orchidée, l'orchidée blanche
- Osmanthus, (Osmanthus fragrans'')

## P
- Palmarosa, (Cymbopogon martini)
- Palme, (Elaeis guineensis)
- Pamplemousse, (Citrus grandis)
- Papaye, (Carica papaya)
- Patchouli, (Pogostemon cablin), patchouli ambré
- Pêcher, (Prunus persica), la pulpe du fruit.
- Pélargonium à forte odeur, (Pelargonium graveolens)
- Pélargonium à fleurs en tête, (Pelargonium capitatum)
- Pelvetia, (Pelvetia canaliculata)
- Pensée sauvage, partie aérienne.
- Péqui, (Caryoca coriacem)
- Persil, (Petroselinum crispum)
- Pervenche de Madagascar, (Vinca rosea)
- Petit houx appelée aussi fragon faux houx, (Ruscus aculeatus)
- Petit pois, (Pisum sativum)
- Pin sylvestre, (Pinus sylvestris)
- Pin à sucre (Pinus Lambertiana)
- Pistachier térébinthe, (Pistacia terebinthus)
- Pivoine, (Paeonia lactiflora)
- Plantain des Indes appelée aussi ispaghul, (Plantago ovata)
- Poirier, (Pyrus communis), la pulpe du fruit.
- Poivre rose, faux poivre, (Schinus terebinthifolius), les baies
- Pomme, (Malus domestica)
- Pourpier, (Portulaca oleracea)
- Prêle appelée aussi queue de cheval, (Equisetum arvense)
- Prunier sauvage, (Prunus domestica), la pulpe du fruit.
- Pueraria appelée aussi vigne kudzu, (Pueraria lobata)

## R
- Raisin, (Vitis sp.), raisin muscat, raisin de Corinthe, l'huile
- Ratanhia, (Krameria triandra)
- Réglisse, (Glycyrrhiza glabra)
- Reine-des-prés, (Spiraea ulmaria)
- Ricin commun, (Ricinus communis)
- Riz, (Oryza sativa)
- Romarin, (Rosmarinus officinalis)
- Rose : rose de France (Rosa gallica), rose de Bulgarie
- Rue d'Alep, (Ruta chalepensis)

## S
- Safran, (Crocus sativus)
- Santal, (Santalum album), le bois
- Saponaire officinale, (Saponaria officinalis)
- Sauge sclarée, (Salvia sclarea)
- Saxifrage, (Saxifraga sarmentosa)
- Scutellaria, (Scutellaria baicalensis)
- Sequoia, (Sequoiadendron gigantea stem)
- Sésame, (Sesamum indicum), l'huile
- Sigesbeckia, (Sigesbeckia orientalis)
- Soja, (Glycine max)
- Sureau, (Sambucus nigra)

## T
- Takamaka ou Tamanu, (Calophyllum inophyllum)
- Tamarin, (Tamarindus indica)
- Thym ou Farigoule, (Thymus vulgaris)
- Thym en capitules, (Cordothymus capitatus)
- Tilleul à grandes feuilles, (Tilia platyphyllos)
- Tilleul à petites feuilles, (Tilia cordata)
- Tournesol, (Helianthus annuus)
- Tubéreuse, (Polianthes tuberosa)
- Tussilage, (Tussilago farfara)

## V
- Valériane, (Valeriana officinalis)
- Vanillier du Brésil, (Vanilla planifolia)
- Verveine citronnée (Aloysia citrodora)
- Vétiver, (Chrysopogon zizanioides (L.) Roberty)
- Violette, (Viola odorata), la fleur

## Y
- Ylang-ylang, (Cananga odorata)
- Yucca, (Yucca schidigera)